# Schmittweiler
Schmittweiler là một đô thị thuộc huyện Bad Kreuznach trong bang Rheinland-Pfalz, phía tây nước Đức. Đô thị Schmittweiler có diện tích 5,48 km², dân số thời điểm ngày 31 tháng 12 năm 2006 là 247 người.